# Verkwist geen Haring
Verkwist geen Haring è un cortometraggio documentario del 1945, diretto da Charles Dekeukeleire, realizzato per conto del Ministerie van Ravitailleering belga. 

## Trama
L'aringa: la pesca, la salatura, le preparazioni alimentari.